# شيفاني غاي
شيفاني غاي (بالإنجليزية: Shivani Ghai)‏ هي ممثلة بريطانية، ولدت في 25 أبريل 1975 بنيوكاسل أبون تاين في المملكة المتحدة.

## وصلات خارجية
- شيفاني غاي على موقع IMDb (الإنجليزية)
- شيفاني غاي على موقع ألو سيني (الفرنسية)
- شيفاني غاي على موقع أول موفي (الإنجليزية)
- شيفاني غاي على موقع قاعدة بيانات الفيلم (الإنجليزية)
- شيفاني غاي على موقع كينوبويسك (الروسية)